# National Security Act (India)
La Ley de Seguridad Nacional de 1980 es una ley promulgada por el Parlamento indio el 23 de septiembre de1980 con el propósito de " establecer la detención preventiva en casos en los que esta fuera necesaria  y para los asuntos conectaron con estos". El acto extiende a la totalidad de India. Contiene 18 secciones, facultando al Gobierno Central y a los Gobiernos Estatales para detener una persona cuando consideren necesario impedirle actuar de manera prejudicial a la seguridad de India, las relaciones de India con países extranjeros, el mantenimiento de orden público, o el mantenimiento de los suministros y los servicios esenciales a la comunidad. La ley también le da poder a los gobiernos para detener un extranjero para regular su presencia o expulsarlo del país. La ley fue promulgada en 1980 durante el Gobierno de Indira Gandhi.
De acuerdo con un informe de 1993, el 72.3% de las 3783 personas arrestadas bajo esta ley fueron liberados debido a la falta de evidencia.

## Antecedentes Históricos
La Ley de Seguridad Nacional no es la primera ley de este tipo que se promulga en la India. La Ley de Defensa de la India de 1915 fue enmendada durante la Primera Guerra Mundial para permitir que el estado pueda detener a un ciudadano de manera preventiva. El Comité Rowlatt, aprobado después de la Primera Guerra Mundial, recomendó que las duras y represivas disposiciones de la Ley de Defensa de la India se conserven en los estatutos permanentemente. La característica más interesante de los proyectos de ley de Rowlatt fue que permitía que el Estado detuviera a un ciudadano sin darle al detenido ningún derecho de trasladar los tribunales de justicia, e incluso la asistencia de abogados fue denegada a un detenido. La tragedia de Jallianwalla Bagh fue un resultado directo de la protesta contra estos proyectos de ley de Rowlatt. 
La Ley del Gobierno de la India, de 1935, le otorgó los poderes de detención preventiva al Estado por razones relacionadas con la defensa, los asuntos externos o el desempeño de las funciones de la Corona en sus relaciones con los Estados indios. De acuerdo con esta ley, las legislaturas provinciales tenían el poder de formular leyes por razones relacionadas con el mantenimiento del orden público. Cuando se promulgó la Constitución de la India, el artículo 21 garantizaba a todas las personas el derecho a la vida y a la libertad, derecho que no se les podía negar sin honrar el debido procedimiento establecido por la ley. En el caso de AK Gopalan, la Corte Suprema distinguió al "procedimiento establecido por la ley" del "debido proceso legal", determinado que cualquier procedimiento debidamente promulgado sería un "procedimiento establecido por la ley". Sin embargo, esta opinión fue invertida en el caso de Maneka Gandhi, donde la Corte Suprema ha sostenido que el "procedimiento establecido por ley" también debe ser justo, justo y razonable. 
El artículo 22 de la Constitución establece el esquema bajo el cual se puede promulgar una ley de detención preventiva. La Ley PD fue promulgada en 1950 y continuó en el libro de estatutos hasta que se promulgó la Ley de Mantenimiento de la Seguridad Interna (MISA) en 1971. Esta ley fue derogada en 1977, dando comienzo a un período de tres años en el que la República de la India no tuvo ley de detención preventiva, que duraron desde la derogación de  MISA en 1977 a la promulgación de la NSA en 1980. 

## Detención
El período máximo de detención es de 12 meses. La orden también puede ser hecha por el Magistrado de Distrito o un Comisionado de Policía dentro de sus respectivas jurisdicciones, pero la detención debe ser reportada al Gobierno del Estado junto con los motivos por los cuales se considera necesaria la orden. Ninguna orden de este tipo puede permanecer en vigor durante más de doce días, a menos que lo apruebe el Gobierno del Estado. La Ley de Seguridad Nacional también puede invocarse si una persona ataca a un policía en el ejercicio de su labor.

## Crítica
La Ley de Seguridad Nacional, junto con otras leyes que permiten la detención preventiva, ha sido criticado por presunto mal uso. La validez constitucional de la ley, incluso en tiempos de paz, ha sido descrita por algunos sectores como un anacronismo .